# Meskalin

Strukturformel för meskalin.

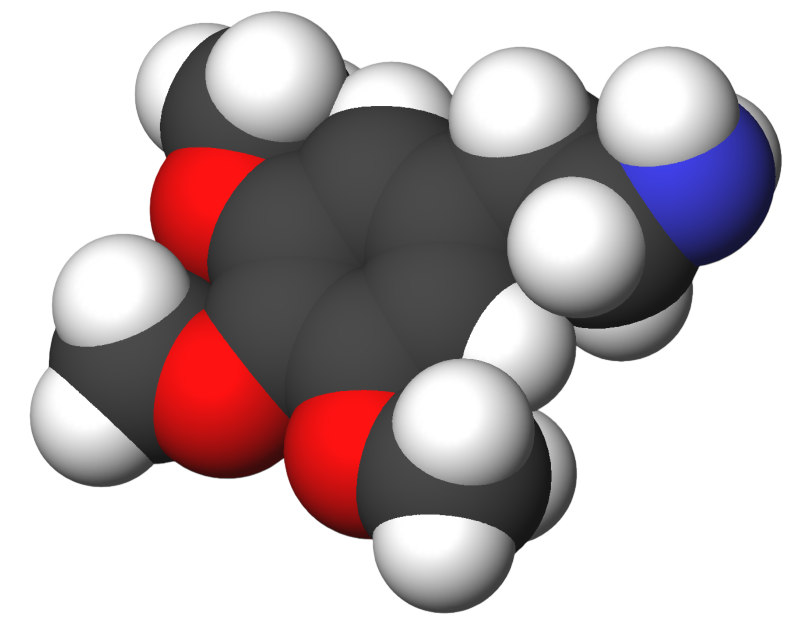
Molekylmodell

Meskalin, 3,4,5-trimetoxifenetylamin, är en naturligt förekommande psykedelisk alkaloid som är nära kemiskt besläktad med hjärnans transmittorer. Meskalin är ett derivat av fenetylamin.

## Allmänt
Meskalin är främst förknippat med bruket av kaktusar i Syd- och Nordamerika. Utanför kaktusfamiljen kan man hitta meskalin i växten Acacia rigidula. 
Meskalin har använts som enteogen under mycket lång tid. En kol-14-datering av peyoteknappar från en grotta i Rio Grande i Texas i USA visar på 3780–3660 f.Kr. Man kunde extrahera 2 procent meskalin från dem.
Substansen är narkotikaklassad och ingår i förteckning P I i 1971 års psykotropkonvention, samt i förteckning I i Sverige, vilket innebär "narkotika som normalt inte har medicinsk användning".
Meskalin kan även utvinnas av vissa kaktusarter. 

## Halveringstid
När meskalinet har tagits upp i blodet har det en halveringstid på 6 timmar. Meskalinhalten når sin höjdpunkt ca. 2 timmar efter oralt intagande, detta överensstämmer med perioden för den högsta psykedeliska effekten. Meskalinhalten försvinner successivt över 10 timmar och efter 24 timmar finns bara 13 % kvar i blodet. 

## Tolerans
Om intaget upprepas under korta intervaller förminskas meskalinets psykologiska, subjektiva och fysiska effekter. Används det flera gånger över en 3-6 dagars period leder detta till en betydande tolerans. Även korstolerans har påvisats mellan till exempel meskalin/LSD och meskalin/psilocybin. Meskalintolerans leder dock inte till ett fysiskt beroende som tolerans av till exempel opiater eller alkohol.